# Richmond (Californie)
Pour les articles homonymes, voir Richmond.
Richmond est une ville industrielle et côtière située dans le comté de Contra Costa, en Californie, aux États-Unis, dans la baie de San Francisco. Lors du recensement de 2010, sa population s’élève à 103 701 habitants. En 2016, elle est estimée à 109 813 habitants. Richmond signifie « mont riche ».

## Histoire

### Histoire ancienne
Les terres de la ville étaient habitées à l'origine par les Ohlones. Les Ohlone se sont installés dans la région de Richmond il y a 5 000 ans. Ils étaient chasseurs-cueilleurs et récolteurs. Ils parlaient la langue Chochenyo.

### Début duXXesiècle
Le premier bureau de poste a ouvert ses portes en 1900. La ville a été érigée en 1905. Jusqu'à la promulgation de la prohibition en 1919, la ville possédait le plus grand vignoble du monde. Le petit village abandonné de Winehaven (paradis du vin) reste dans la zone Point Molate. À partir de 1917, le Ku Klux Klan était actif dans la ville. En 1930, la Ford ouvrit une usine de montage appelée Richmond Assembly Plant (Usine d'assemblage de Richmond), installée à Milpitas en 1956. L'usine Ford est un lieu historique national depuis 1988 et a été achetée en 2004 par le développeur Eddie Orton. Aujourd'hui, c'est un centre d'événements le Craneway Pavilion (pavillon de grue). Jusqu'au début de la Seconde Guerre mondiale, une vague d'immigrants et une croissance soudaine du secteur industriel se sont développés. Standard Oil s'y est installée en 1901, y compris l'actuelle raffinerie Chevron Richmond et son parc de stockage et terminal pétrolier, toujours exploités par Chevron. Le terminus ouest des chemins de fer Atchison, Topeka et Santa Fe a été créé à Richmond avec des liaisons par ferry vers San Francisco.

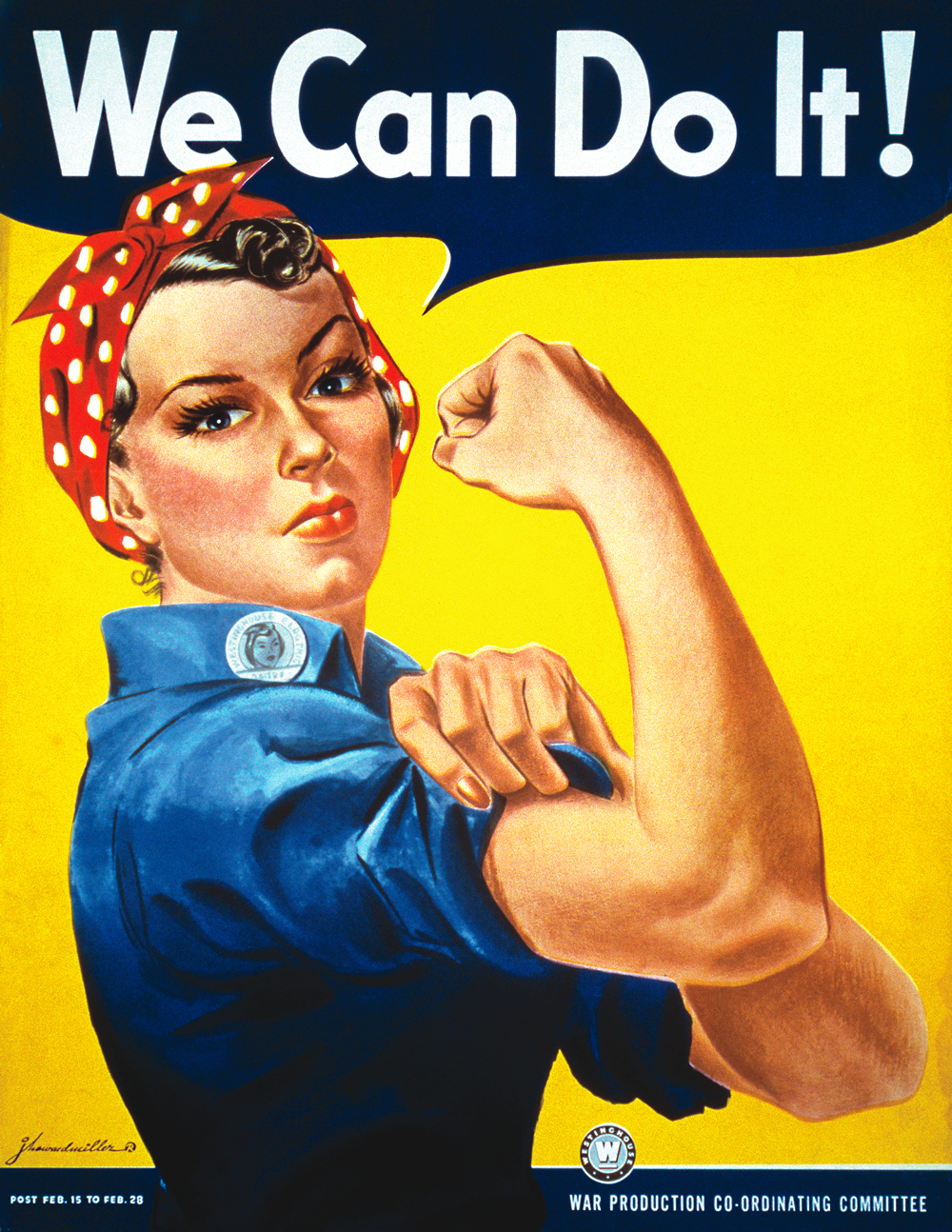
Rosie la riveteuse ("On peut le faire!")

### Milieu duXXesiècle
Au début de la Seconde Guerre mondiale, les quatre chantiers navals de Richmond ont été construits le long de la baie de Richmond et emploient des milliers de travailleurs, dont beaucoup ont été recrutés aux États-Unis. Cela comprenait de nombreux Afro-Américains et femmes entrant sur le marché du travail pour la première fois. Les chantiers navals de Kaiser à Richmond ont construit 747 navire de charge Victory et Liberty pour l’effort de guerre, plus que tout autre site aux États-Unis. Le système médical mis en place pour les ouvriers des chantiers navals de l'hôpital de campagne de Richmond est devenu aujourd'hui le organisation de maintenance de la santé de Kaiser Permanente (en). Au cours de la guerre, la population a considérablement augmenté pour atteindre un pic d'environ 120 000 personnes à la fin de la guerre. Une fois la guerre terminée, la demande en main d'oeuvre est plus faible, cela entraîne un déclin démographique de plusieurs décennies. Le recensement a répertorié 99 545 résidents en 1950. En 1960, une grande partie des logements temporaires construits pour les ouvriers des chantiers navals sont démolis et la population chute à environ 71 000 personnes. Beaucoup de personnes qui ont emménagé à Richmond étaient afro-américaines et venaient du Midwest et du Sud. La plupart des hommes blancs étaient à l'étranger en guerre, ce qui a ouvert de nouvelles perspectives aux minorités et aux femmes. Cette époque a également été marquée par l’innovation de la garderie pour enfants, quelques femmes pouvant prendre en charge plusieurs dizaines d’enfants, tandis que la plupart des mères partaient travailler dans les usines et les chantiers navals. Dans les années 1970, le district nord de Hilltop (sommet de la colline) fut développé, comprenant un grand centre commercial appelé Hilltop Mall.

### XXIesiècle
Au début des années 2000, l’autoroute express Richmond (Richmond Parkway) est achevée le long de la zone industrielle et des parcs de l’ouest de la ville reliant les autoroutes 80 et 580. La rue principale de la ville est l'avenue Macdonald.
Entre 2006 et 2014 Richmond est la plus grande ville du pays dirigée par un maire du Parti vert, Gayle McLaughlin. Le maire actuel est Tom Butt qui est un démocrate.

## Démographie
| Groupe            | Richmond | Californie | États-Unis |
| ----------------- | -------- | ---------- | ---------- |
| Blancs            | 31,4     | 57,6       | 72,4       |
| Afro-Américains   | 26,6     | 6,2        | 12,6       |
| Autres            | 21,8     | 17,0       | 6,2        |
| Asiatiques        | 13,5     | 13,1       | 4,8        |
| Métis             | 5,6      | 4,9        | 2,9        |
| Amérindiens       | 0,7      | 1,0        | 0,9        |
| Océaniens         | 0,5      | 0,4        | 0,2        |
| Total             | 100      | 100        | 100        |
|                   |          |            |            |
| Latino-Américains | 39,5     | 37,6       | 16,7       |

Selon l'American Community Survey (enquête auprès de la communauté américaine), en 2010, 48,92 % de la population âgée de plus de 5 ans déclare parler l'anglais à la maison, 34,95 % déclare parler l'espagnol, 4,79 % une langue chinoise, 3,0 % le tagalog, 0,78 % une langue africaine, 0,75 % le portugais, 0,71 % le vietnamien, 0,66 % l'arabe et 5,45 % une autre langue y compris 0,51% de ménages francophones.
| 1910  | 1920   | 1930   | 1940   | 1950   | 1960   |
| ----- | ------ | ------ | ------ | ------ | ------ |
| 6 802 | 16 843 | 20 093 | 23 642 | 99 545 | 71 854 |

| 1970   | 1980   | 1990   | 2000   | 2010    | - |
| ------ | ------ | ------ | ------ | ------- | - |
| 79 043 | 74 676 | 87 425 | 99 216 | 103 701 | - |

## Maires
| Période                                  | Période         | Identité               | Étiquette | Qualité |
| ---------------------------------------- | --------------- | ---------------------- | --------- | ------- |
| Les données manquantes sont à compléter. |                 |                        |           |         |
| 1971                                     | 1972            | Nat Bates (en)         | Démocrate |         |
| Les données manquantes sont à compléter. |                 |                        |           |         |
| 1985                                     | 1993            | George Livingston (en) | Démocrate |         |
| 1993                                     | 2001            | Rosemary Corbin (en)   | Démocrate |         |
| 2001                                     | 9 janvier 2001  | Irma Anderson (en)     | Démocrate |         |
| 9 janvier 2007                           | 13 janvier 2015 | Gayle McLaughlin (en)  | Vert      |         |
| 13 janvier 2015                          | En cours        | Tom Butt (en)          | Démocrate |         |

## Environnement

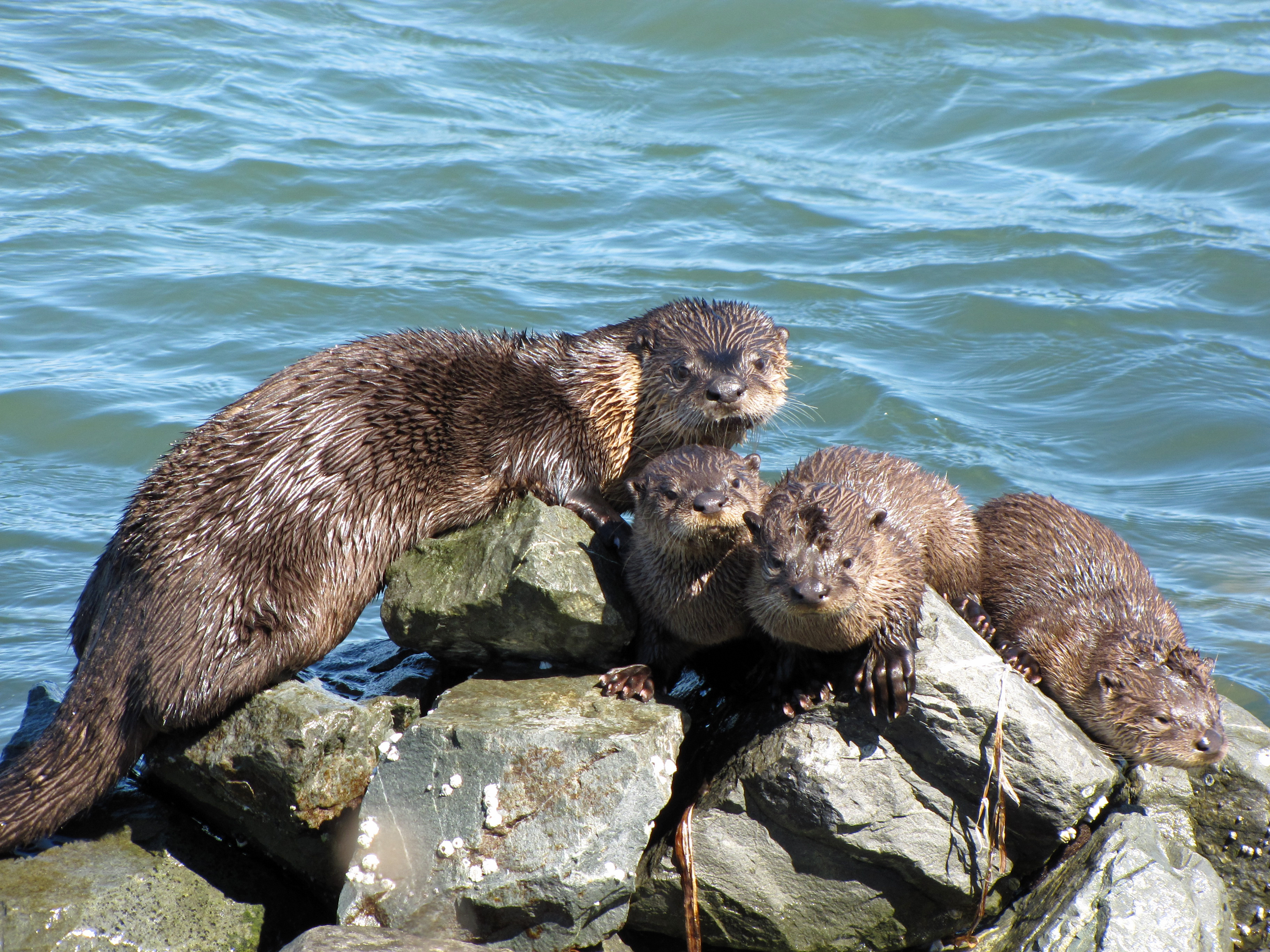
Loutres à la marina de Richmond

Richmond abrite de nombreuses espèces d'animaux. Les bernaches du Canada visitent la ville lors de leurs migrations annuelles. Les veau marin vivent dans les rochers de Castro et les pigeons et les goélands peuplent les trottoirs et les terrains de stationnement. On trouve des têtards et des grenouilles dans les criques et les étangs locaux. Des voles et des lézards sont également trouvés. Les ardéidés et les aigrettes nichent dans des zones protégées de l'île Brooks. Les cerfs, les faucons, les ratons laveurs, les canards, les vautours les renards, les hiboux et les lions des montagnes vivent dans les parcs Wildcat Canyon (canyon de chat sauvage) et Point Pinole (cap de la farine de maïs).
Un permis est nécessaire pour la pêche en bord de mer ou dans les eaux urbaines, mais pas sur les quais. En plus des crabes, les esturgeons sont abondants et les raies manta sont également présentes. On trouve également du bar d'Amérique, des raies chauve-souris, des requins léopards, de la perche, Atherinopsis californiensis, du Courbine blanche et des flets. Richmond est l'un des rares endroits où l'on peut trouver la rare huître Olympie sur la côte ouest, dans les eaux polluées du littoral de la raffinerie. La truite arc-en-ciel est récemment revenue dans les criques de San Pablo (Saint Pierre) et Wildcat. Parfois, les baleines grise s'échouent le long du rivage. Ce fut le cas en 2007 et cela a provoqué une controverse pour la ville concernant le coût de l'enlèvement du corps puant.
Les buse à queue rousse patrouillent le ciel pendant que les papillons monarques migrent à travers la ville lors de leur voyage entre le Mexique et le Canada. Le marais Wildcat abrite également la souris côtière des moissons et le râle de Californie deux espèces menacées. Une autre espèce en voie de disparition dans la ville est Holocarpha macradenia qui survit aux côtés de l'autoroute 80. Richmond abrite également l’un des derniers habitats de prairie humide vierge dans l’ensemble de la baie, à l’ancienne station de recherche de l’Université de Californie à Berkeley, près du marécage Meeker.
Les résidents de Richmond ont un accès limité à d’autres avantages environnementaux. La qualité de l'air est particulièrement faible en raison des raffineries situées à Richmond et dans les zones voisines. Les habitants sont particulièrement exposés aux problèmes de santé liés à la pollution atmosphérique. En 2006, un groupe environnementaliste a poursuivi la ville pour avoir déversé des eaux usées non traitées dans la baie. Ensuite, Tom Butt, membre du conseil municipal, s'est fait entendre à ce sujet, accusant le conseil municipal de fermer les yeux sur le problème.

## Criminalité

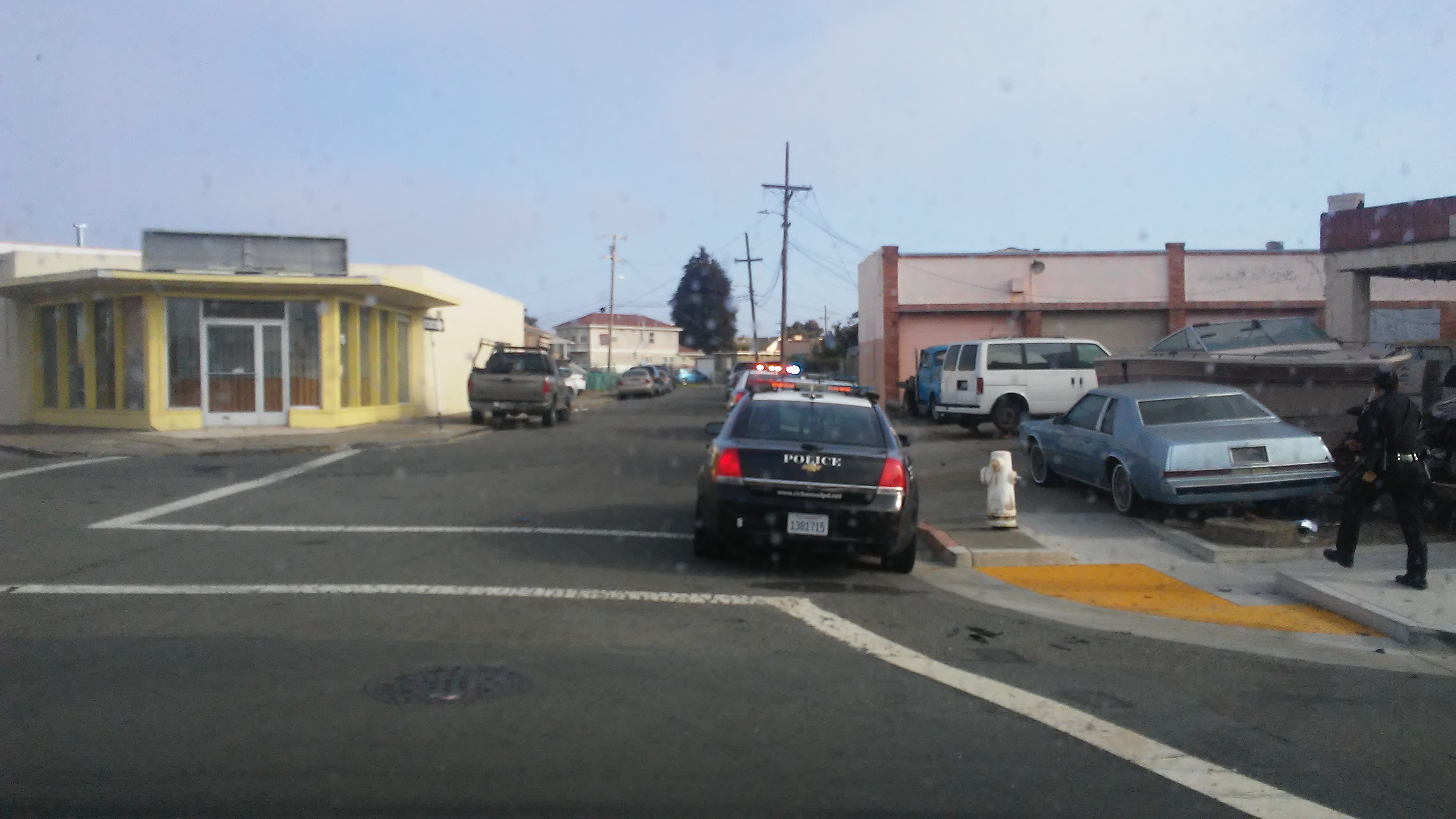
Une voiture et un officier du service de police de Richmond

Richmond a par le passé souffert d’un taux de criminalité élevé; à un moment donné, le conseil municipal a demandé la déclaration de l'état d'urgence et demandé l'intervention du shérif du comté de Contra Costa et de la California Highway Patrol (patrouille routière du Californie). Les taux de meurtres, de vols de véhicules et de larcin restent élevés, même s'ils ont tendance à être concentrés dans le district Iron Triangle (triangle de fer) et dans la ville adjacente non nordisée de North Richmond (Richmond-Nord), qui ne relève pas de la compétence du département de police de Richmond.
En 2004, Richmond a été classée 12e ville la plus dangereuse d’Amérique.
En 2007, Richmond a lancé un programme de prévention de la violence armée l'Office of Neighbourhood Safety (bureau de la sécurité de quartier). Le programme recueille des informations et analyse les archives publiques pour déterminer "les 50 personnes de Richmond les plus susceptibles de tirer sur quelqu'un et de se faire tirer dessus." Il offre ensuite aux individus sélectionnés "une place dans un programme qui inclut une allocation pour transformer leur vie". Sur une période de 18 mois, si les hommes démontrent un meilleur comportement, le bureau leur offre jusqu'à 1 000 dollars par mois en espèces.
En dépit des progrès considérables accomplis par la ville en matière de prévention et de réduction de la criminalité, une grande attention a été portée à Richmond en 2009 lorsqu'une fille a été violée par un gang lors d'une soirée dansante à la Richmond High School (École secondaire de Richmond).
Ces classements ont changé et Richmond n'est plus classée parmi les villes les plus dangereuses, que ce soit en Californie ou aux États-Unis. Cela est dû en grande partie aux efforts du chef de la police, Chris Magnus, qui a mis en place la "police de proximité", qui implique des agents de police qui s’engagent auprès des communautés touchées par la criminalité élevée.

## Catastrophes

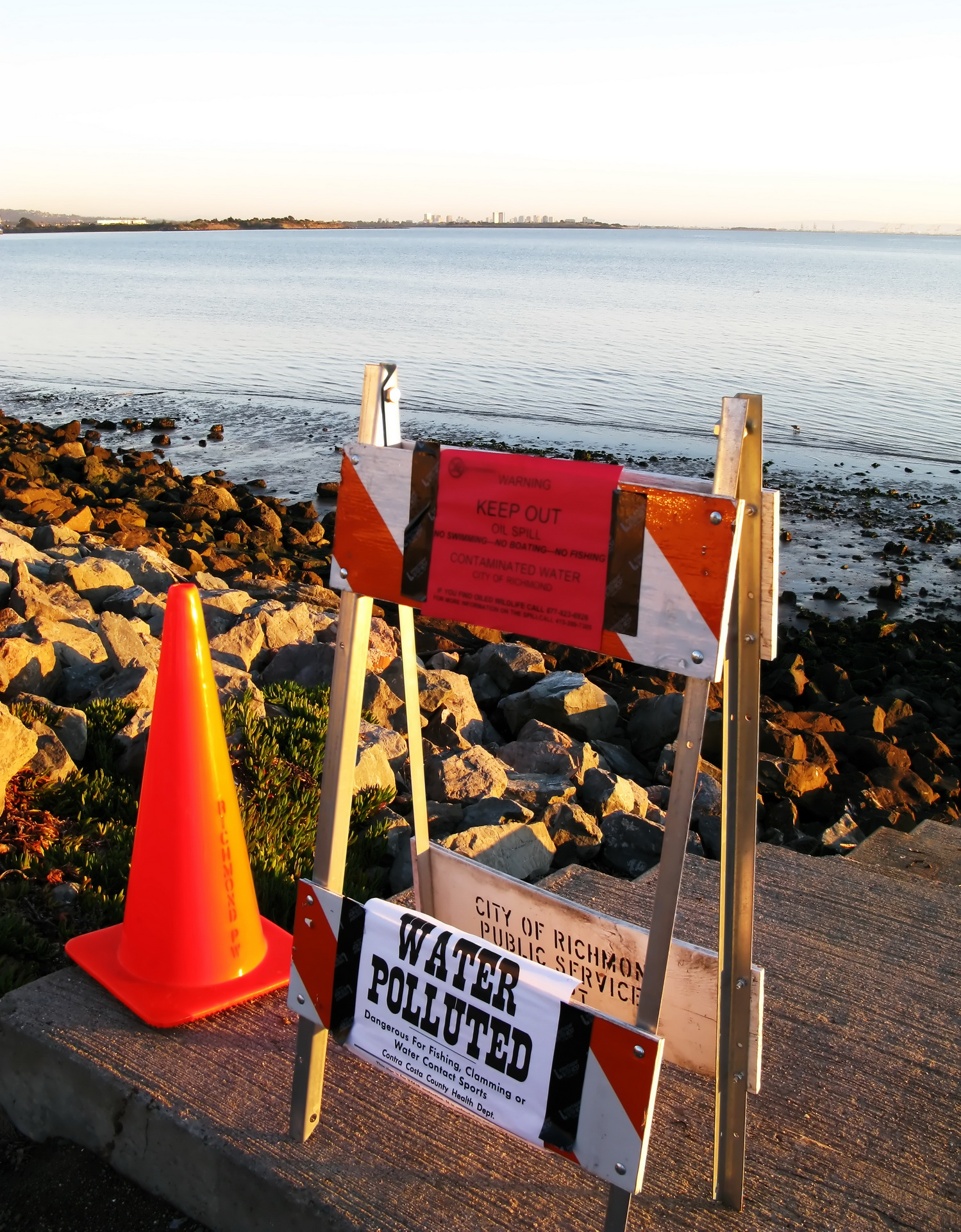
Une plage fermée en raison de la contamination par les hydrocarbures le long du littoral dans le district de Marina Bay.

Richmond se situe dans la région instable de la Californie, qui pourrait provoquer des tremblements de terre dévastateurs. De nombreux bâtiments ont été endommagés lors du séisme de 1989 à Loma Prieta (colline brune).
La raffinerie de Richmond dégage souvent des gaz et a connu de nombreuses fuites chimiques remarquables dans les années 1990. La société a été condamnée à des amendes de milliers, parfois des centaines de milliers de dollars. Les produits chimiques les plus souvent libérés sont le chlore et le trioxyde de soufre.
Lors d’un accident de travail survenu le 26 juillet 1993, un wagon-citerne de la compagnie General Chemical contenant de l’oléum surchauffé a explosé dans le dépôt de véhicules de General Chemical. Cela a abouti à une zone de 27 km contaminée par le gaz toxique et a conduit 25 000 personnes à atterrir à l'hôpital. L'incident a donné lieu à des poursuites et a été qualifié de mini-Bhopal.
Le rivage et la faune de la ville ont été sérieusement affectés par la marée noire du Cosco Busan. Les plages et le rivage ont été fermés, mais ont été rouverts plus tard.
Le 15 avril 2010, un gouffre d'environ 9 m de profondeur est apparu près de la rue El Portal. Bien que personne n'ait été blessé, une voiture est tombée dans la fosse. Les coûts de réparation estimés étaient de 7,5 millions de dollars. Le 6 août 2012, un incendie a éclaté dans la raffinerie de Chevron et 15 000 habitants des environs ont dû se faire soigner.
Il y a 17 sirènes d’alerte dans la ville, elles sont testées tous les mercredis et sont généralement utilisées pour avertir des rejets de produits chimiques toxiques par la raffinerie.

## Économie

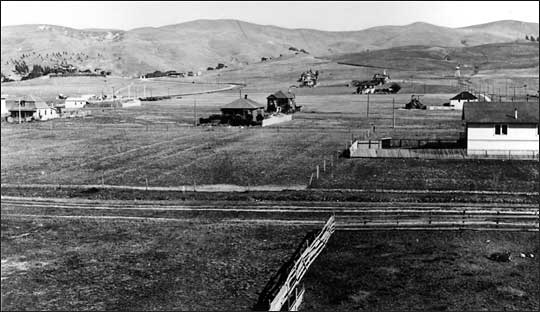
Le côté est de Richmond en 1912

De nombreuses industries ont été et sont toujours situées à Richmond. La raffinerie a ouvert ses portes en 1902. La société Giant Powder Company (société géante de poudre à canon), fermée en 1960, et la dernière station de chasse à la baleine du pays, située à Cap Molate, ont été fermées en 1971.
Son activité principale est désormais un port de mer. En 1993, 26 millions de tonnes de marchandises ont été acheminées via Port Richmond, principalement du pétrole et des produits pétroliers.
L'administration de la sécurité sociale emploie plus de 1 000 personnes dans son bureau régional et son centre de services de programmes au centre-ville de Richmond.
L’hôpital Kaiser Permanente Richmond au centre-ville de Richmond est l’un des plus gros employeurs de la ville. Kaiser était le septième employeur en 2012.
Vetrazzo, une entreprise verte primée qui fabrique des comptoirs en verre recyclé à partir de déchets de verre tels que des bouteilles de bière et de vieux feux de circulation, est située dans l’usine de montage de Ford.
Le Hilltop District comprend The Shops at Hilltop (les magasins au sommet de la colline, à l'origine Hilltop Mall), fréquenté par les grands magasins Sears, Macy's et Walmart. En outre, le quartier abrite la zone de vente de voitures Hilltop Auto Mall, à côté d’un théâtre Century Theatres de 16 salles. Le secteur est actuellement en réaménagement et prévoit une transformation en un district à usage mixte.

## Transport

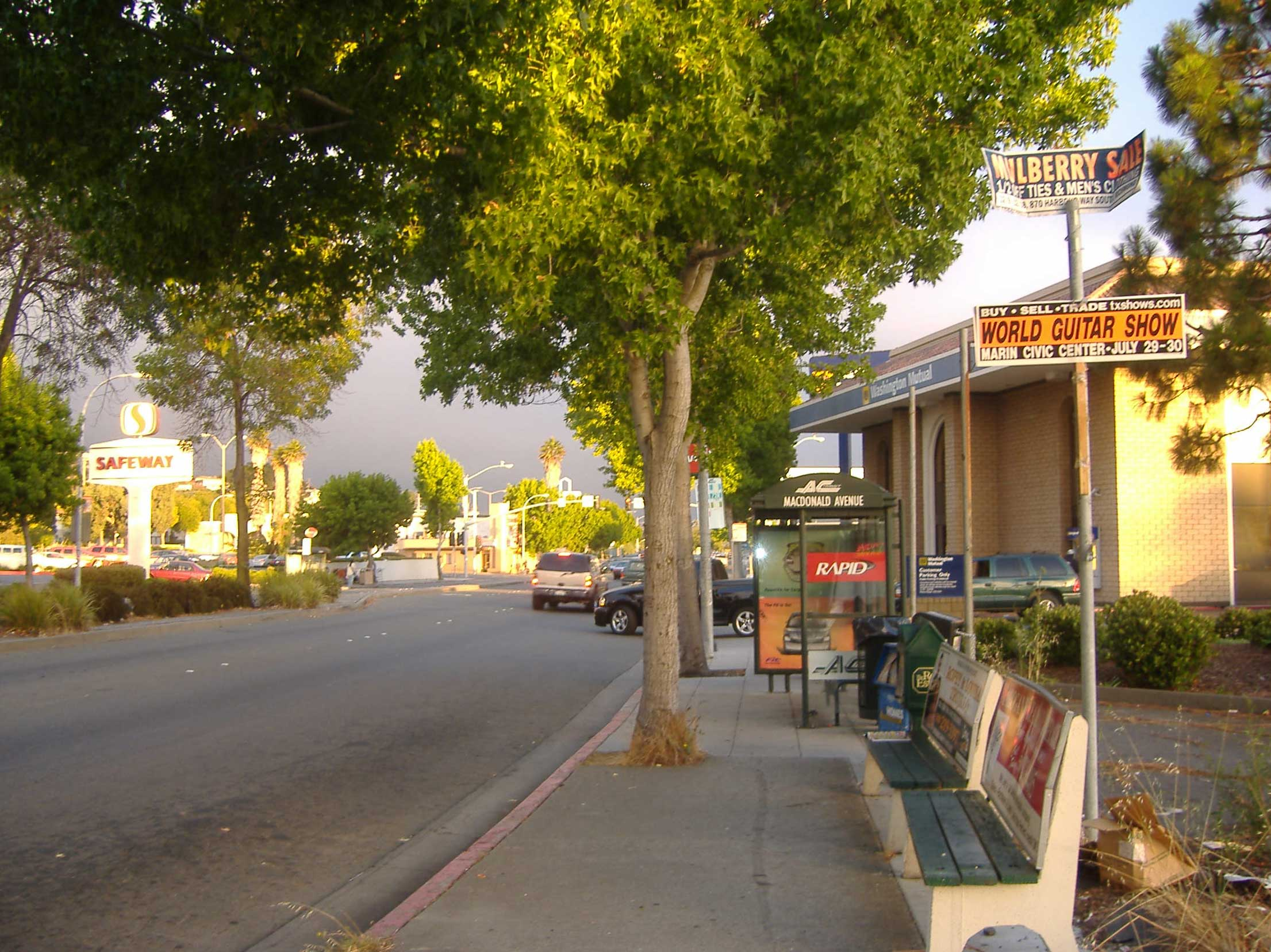
Le côté est de Richmond en 2007

Richmond est desservi par les bus AC Transit. La ville propose également plusieurs navettes gratuites. Ils fournissent un service de bus local, un service rapide à Oakland et un service express au Transbay Transit Center de San Francisco. Les métros BART relient la ville au reste du comté, à Oakland, à San Francisco et à d’autres parties de la baie. Il existe également des bus inter-régionaux fournis par Golden Gate Transit au comté de Marin, WestCat aux environs de la ville de Hercules. La gare de Richmond est la principale plaque tournante du transport en commun pour la ville. En plus du BART et du service national Amtrak, des trains circulent dans le Capitol Corridor d’ici à San José et à Sacramento. À partir de 2019, un ferry du San Francisco Bay Ferry dessert le Ferry Building (bâtiment de ferry) de San Francisco.

## Jumelages
Shimada (Japon) depuis 1961
 Zhoushan (Chine) depuis 1993
 Regla (Cuba) depuis 1999